# Vardhá
Vardhá (maráthi nyelven: वर्धा, angolul: Wardha) város India területén, Mahárástra államban, Nágpurtól 75 km-re DNy-ra. Lakosainak száma 106 ezer fő volt 2011-ben.
A várost 1866-ban alapították és ma a pamutkereskedelem egyik központja. A városban látható Vishwa Shanti-sztúpa egy japán buddhista templom.

### Szevágrám ásram
Vardá elsősorban a városközponttól 7 km-re keletre levő Szevágrám ásramról ismert, amely Mahatma Gandhi falufejlesztési filozófiája révén jött létre az 1930-as évek közepén. Gándhi itt élt és dolgozott mintegy 15 éven keresztül. Az 1930-as és 40-es években innen irányította a nem is annyira politikai, mint inkább szellemi és eszmei síkon népének harcát a függetlenség kivívásáért.
Ma az ásramhoz tartozó 40 hektáros farmon számos kutír, azaz kunyhó és kutatóközpont van. Láthatók itt még Gandhi személyes tárgyai, mint például a rokkája, a szemüvege, otthon készített szőttes. A kiállított fényképek Gandhi életének egyes jeleneteit mutatják be.
Korabeli újságcikk (1938) leírása:
„Az istenhátamögötti körülkerített telek közepén, néhány szegényes vályogkunyhó és egy ilyen vityilló egyetlen szobájában lakik a Mahatma. Itt él a szegények és szenvedők minden gondjával mélységes együttérzésben. A fehérre meszelt, kopár szoba egyik sarkában, a padlóra kucorogva diktál Gandhi egy leánynak, aki tőle balra ugyancsak a padlón ül és feljegyzéseket készít. Alacsony állványon könyvek és jegyzetek, úgy, hogy Gandhi kényelmesen elérhesse, — ez ennek a szobának egész berendezése.”
„A páriákért való harc mellett Gandhit most leginkább az foglalkoztatja, hogyan szervezhetne rendszeres segítőszolgálatot az Ínséges hindu parasztság számára. Arra törekszik, hogy mélyrehatóan javítson a szociális helyzetén azoknak a kis falvaknak, amelyeket gazdaságilag még ma is kizsákmányolnak, mert lakosaiknak nincs meg a szükséges szakmai ismeretük és önállóságuk. A Mahatma intézkedése folytán már most arra tanítják a hindu parasztokat, hogyan kell mezőgazdasági termékeiket saját eszközeikkel eladásra alkalmassá tenni, hogyan kell cukrot gyártani, rizsét hámozni, gabonát kézimalomban megőrölni, kimúlt állatok bőréből cipőt varrni, röviden: a legkülönfélébb úton és módon munkalehetőséget találni, ami mostanáig nem volt meg számukra.” 

## Fordítás
Ez a szócikk részben vagy egészben  a   Wardha című angol Wikipédia-szócikk fordításán alapul.  Az eredeti cikk szerkesztőit annak laptörténete sorolja fel. Ez a jelzés csupán a megfogalmazás eredetét és a szerzői jogokat jelzi, nem szolgál a cikkben szereplő információk forrásmegjelöléseként.